# Lachapelle-Graillouse

Lachapelle-Graillouse este o comună în departamentul Ardèche din sud-estul Franței. În 1 ianuarie 2022 avea o populație de 188 de locuitori.